# کیم گریم
کیم گریم (به انگلیسی: Kim Greem) با نام اصلی کیم جیو-ریم (به انگلیسی: Kim Geu-rim) (زاده ۱ مارس ۱۹۸۷) خواننده اهل کره جنوبی است.